# Saproscincus mustelinus
Saproscincus mustelinus är en ödleart som beskrevs av  O’shaughnessy 1874. Saproscincus mustelinus ingår i släktet Saproscincus och familjen skinkar. Inga underarter finns listade i Catalogue of Life.